# Coppa Italia Dilettanti 2006-2007
La Coppa Italia Dilettanti 2006-2007 di calcio è stata disputata tra marzo e maggio del 2007. È stata vinta dalla Pontevecchio.

## Fase regionale
| Regione                        | Vincitrice       | Finalista           | Risultato       | Partecipanti                                |
| ------------------------------ | ---------------- | ------------------- | --------------- | ------------------------------------------- |
| Coppa Abruzzo                  | L'Aquila         | Guardiagrele        | 4 - 1 (dts)     | le 18 di Eccellenza                         |
| Coppa Basilicata               | Avigliano        | Sporting Montalbano | 2 - 1 (dts)     | 34 (18 di Eccellenza e 16 di Promozione)    |
| Coppa Calabria                 | Taurianovese     | Montalto Uffugo     | 1 - 0 e 1 - 1   | 48 (16 di Eccellenza e 32 di Promozione)    |
| Coppa Campania                 | Casertana        | Gragnano            | 3 - 0           | 96 (32 di Eccellenza e 64 di Promozione)    |
| Coppa Emilia-Romagna           | Faenza           | Bagnolese           | 4 - 3 (dts)     | le 36 di Eccellenza                         |
| Coppa Friuli-Venezia Giulia    | Manzanese        | Lignano             | 2 - 0           | 48 (16 di Eccellenza e 32 di Promozione)    |
| Coppa Lazio                    | Formia           | Calcio Flaminia     | 1 - 0           | le 36 di Eccellenza                         |
| Coppa Liguria                  | Sestrese         | Sammargheritese     | 1 - 0           | 50 (18 di Eccellenza e 32 di Promozione)    |
| Coppa Lombardia                | Ponte San Pietro | Corsico             | 2 - 1           | le 54 di Eccellenza                         |
| Coppa Marche                   | Montegiorgio     | Piano San Lazzaro   | 0 - 0 (5-3 dcr) | le 18 di Eccellenza                         |
| Coppa Molise                   | Sesto Campano    | Mafalda             | 5 - 2           | 32 (16 di Eccellenza e 16 di Promozione)    |
| Coppa Piemonte e Valle d'Aosta | Novese           | Rivoli Collegno     | 2 - 0 e 1 - 0   | le 32 di Eccellenza                         |
| Coppa Puglia                   | Francavilla      | Noci                | 2 - 1           | 50 (18 di Eccellenza e 32 di Promozione)    |
| Coppa Sardegna                 | Castelsardo      | Quartu 2000         | 3 - 1           | le 16 di Eccellenza                         |
| Coppa Sicilia                  | Alcamo           | Castiglione         | 2 - 0           | le 32 di Eccellenza                         |
| Coppa Toscana                  | Lunigiana 1919   | Pianese             | 2 - 1 e 0 - 0   | le 32 di Eccellenza                         |
| Coppa Trentino-Alto Adige      | Sankt Georgen    | Condinese           | 1 - 0           | 48 (16 di Eccellenza e 32 di Promozione)    |
| Coppa Umbria                   | Pontevecchio     | Bastia              | 3 - 1           | le 18 di Eccellenza                         |
| Coppa Veneto                   | Union C.S.V.     | Miranese            | 3 - 1           | 96 (32 di Eccellenza e 64 di Promozione)    |
| Totale:                        |                  |                     |                 | 794 (474 di Eccellenza e 320 di Promozione) |

## Fase eliminatoria a gironi

### Squadre e gironi
Le 19 squadre partecipanti al primo turno sono state suddivise in 8 gironi:
- i gironi A, B e G sono composti da 3 squadre;
- i gironi C, D, E, F ed H sono composti da 2 squadre.

I gironi sono stati sorteggiati come segue:
| Girone A         | Girone B      | Girone C  | Girone D     | Girone E      | Girone F    | Girone G    | Girone H     |
| ---------------- | ------------- | --------- | ------------ | ------------- | ----------- | ----------- | ------------ |
| Novese           | Manzanese     | Faenza    | Montegiorgio | L'Aquila      | Formia      | Avigliano   | Alcamo       |
| Ponte San Pietro | Sankt Georgen | Lunigiana | Pontevecchio | Sesto Campano | Castelsardo | Casertana   | Taurianovese |
| Sestrese         | Union C.S.V.  |           |              |               |             | Francavilla |              |

#### Girone A
| Squadra             | P.ti | G | V | N | P | GF | GS | DR |
| ------------------- | ---- | - | - | - | - | -- | -- | -- |
| 1. Sestrese         | 4    | 2 | 1 | 1 | 0 | 5  | 2  | +3 |
| 2. Novese           | 2    | 2 | 0 | 2 | 0 | 2  | 2  | 0  |
| 3. Ponte San Pietro | 1    | 2 | 0 | 1 | 1 | 2  | 5  | -3 |

| 14 marzo 2007, ore 15:00 | Pontisola | 1 – 1 | Novese |  |

| 21 marzo 2007, ore 15:00 | Sestrese | 4 – 1 | Pontisola |  |

| 28 marzo 2007, ore 15:00 | Novese | 1 – 1 | Sestrese |  |

#### Girone B
| Squadra          | P.ti | G | V | N | P | GF | GS | DR |
| ---------------- | ---- | - | - | - | - | -- | -- | -- |
| 1. Manzanese     | 3    | 2 | 1 | 0 | 1 | 2  | 2  | 0  |
| 2. Sankt Georgen | 3    | 2 | 1 | 0 | 1 | 2  | 2  | 0  |
| 3. Union C.S.V.  | 3    | 2 | 1 | 0 | 1 | 1  | 1  | 0  |

- Manzanese qualificata per estrazione

| 14 marzo 2007, ore 15:00 | Union C.S.V. | 1 – 0 | Manzanese |  |

| 21 marzo 2007, ore 15:00 | Manzanese | 2 – 1 | Sankt Georgen |  |

| 28 marzo 2007, ore 15:00 | Sankt Georgen | 1 – 0 | Union C.S.V. |  |

#### Girone C
| 14 marzo 2007, ore 15:00 | Lunigiana | 4 – 1 | Faenza |  |

| 21 marzo 2007, ore 15:00 | Faenza | 1 – 2 | Lunigiana |  |

#### Girone D
| 14 marzo 2007, ore 15:00 | Pontevecchio | 0 – 1 | Montegiorgio |  |

| 21 marzo 2007, ore 15:00 | Montegiorgio | 0 – 3 | Pontevecchio |  |

#### Girone E
| 14 marzo 2007, ore 15:00 | Sesto Campano | 0 – 2 | L'Aquila |  |

| 21 marzo 2007, ore 15:00 | L'Aquila | 2 – 2 | Sesto Campano |  |

#### Girone F
| 14 marzo 2007, ore 15:00 | Castelsardo | 3 – 0 | Formia |  |

| 21 marzo 2007, ore 15:00 | Formia | 1 – 0 | Castelsardo |  |

#### Girone G
| Squadra        | P.ti | G | V | N | P | GF | GS | DR |
| -------------- | ---- | - | - | - | - | -- | -- | -- |
| 1. Casertana   | 4    | 2 | 1 | 1 | 0 | 2  | 1  | +1 |
| 2. Avigliano   | 2    | 2 | 0 | 2 | 0 | 2  | 2  | 0  |
| 3. Francavilla | 1    | 2 | 0 | 1 | 1 | 3  | 4  | -1 |

| 14 marzo 2007, ore 15:00 | Francavilla | 1 – 2 | Casertana |  |

| 28 marzo 2007, ore 15:00 | Avigliano | 2 – 2 | Francavilla |  |

| 4 marzo 2007, ore 15:00 | Casertana | 0 – 0 | Avigliano |  |

#### Girone H
| 14 marzo 2007, ore 15:00 | Alcamo | 1 – 0 | Taurianovese |  |

| 21 marzo 2007, ore 15:00 | Taurianovese | 1 – 2 | Alcamo |  |

## Fase a eliminazione diretta

### Quarti di finale
| Squadra 1    | Totale | Squadra 2   | Andata     | Ritorno         |
| ------------ | ------ | ----------- | ---------- | --------------- |
|              |        |             | 11.04.2007 | 18.04.2007      |
| Manzanese    | 1 - 2  | Sestrese    | 0 - 0      | 1 - 2           |
| Pontevecchio | 2 - 2  | Lunigiana   | 2 - 0      | 0 - 2 (5-3 dcr) |
| L'Aquila     | 3 - 4  | Castelsardo | 2 - 0      | 1 - 4           |
| Casertana    | 4 - 2  | Alcamo      | 2 - 1      | 2 - 1           |

### Semifinali
| Squadra 1   | Totale | Squadra 2    | Andata     | Ritorno    |
| ----------- | ------ | ------------ | ---------- | ---------- |
|             |        |              | 25.04.2007 | 02.05.2007 |
| Sestrese    | 2 - 5  | Pontevecchio | 0 - 2      | 2 - 3      |
| Castelsardo | 2 - 2  | Casertana    | 1 - 2      | 1 - 0      |

### Finale
| Squadra 1 | Risultato | Squadra 2    |
| --------- | --------- | ------------ |
| Casertana | 0 - 1     | Pontevecchio |

| Arbitro: | Irrati (Pistoia) |

| |            | |
| | Marcatori  | 89’ Coresi |
| Bove Raucci Gisonna Gelotto Russo Salvati Tucci De Michele (75' Marcucci) D'Auria (65' Grezio) Agata Carotenuto | Formazioni | · Vecchini · Testamigna · Fatone · Nofri Onofri (71' Ferri) · Martinetti · Fioretti · Coresi · Arcioni · Marri (60' Magionami) · Bartoccini · Battaglini |
| Sorianello | Allenatori | Franceschini |